# Theophilus T. Garrard

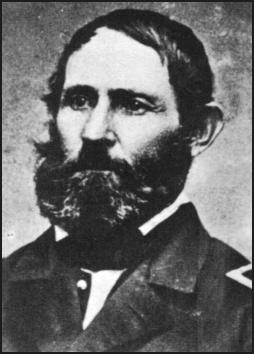
Theophilus T. Garrard

Theophilus Toulmin Garrard (* 7. Juni 1812 nahe Manchester, Clay County, Kentucky; † 15. März 1902 ebenda) war ein amerikanischer Politiker, Offizier im Mexikanisch-Amerikanischen und Amerikanischen Bürgerkrieg, Farmer und Geschäftsmann.

## Privatleben
Theophilus T. Garrard, Sohn von Colonel Daniel Garrard (1780–1886) und Lucinda Jane Toulmin (1790–1849), wurde bei Goose Creek Salt Works (später Union Salt Works) in der Nähe von Manchester (Kentucky) geboren. Er war der Enkel von James Garrard, zweiten Gouverneur von Kentucky, und Cousin der späteren Unionsgeneräle Israel, Jeptha und Kenner Garrard. Theophilus besuchte das Centre College in Danville (Kentucky).
Er war zweimal verheiratet. Am 26. März 1832 heiratete er Nancy Brawner, die am 31. März verstarb, gerade fünf Tage nach ihrer Hochzeit. Später heiratete er am 9. März 1849 Lucinda "Lucy" Burnham Lees. Das Paar hatte elf gemeinsame Kinder, sechs Jungen und fünf Töchter.
Garrard verließ 1849 Kentucky in Richtung Kalifornien, wo man zu der damaligen Zeit Gold gefunden hatte, jedoch kehrte er im nachfolgenden Jahr glücklos nach Kentucky zurück.
Obwohl er ein treuer Unionist war, besaß Garrard Sklaven. Die Volkszählung von 1840 zeigte, dass er 11 Sklaven besaß. Um 1860 war sein Gesamtvermögen 20.000 Dollar (im Jahr 2007 wären das über 694.000 Dollar) und seine neun Sklaven machten ihn zum sechsreichsten Bürger von Clay County.
Garrard verbrachte nach seinem Ausscheiden aus der Armee den Rest seines Lebens in Clay County, wo er der Landwirtschaft nachging und die Union Salt Works betrieb, welche er wieder aufgebaut hatte, nachdem sie durch Unionssoldaten während des Krieges niedergebrannt worden war.
Er verstarb 1902 bei sich zu Hause, in welchem er geboren wurde. Garrard ist auf dem Familienfriedhof bei Garrard, Kentucky beigesetzt.

## Politische Laufbahn
Garrard verfolgte eine politische Laufbahn, als er 1841 und 1842, beide Male erfolglos, um einen Sitz im Repräsentantenhaus von Kentucky kandidierte. Erst bei seinem dritten Anlauf, 1843, schlug er seinen Gegner General Elijah Combs. Im nachfolgenden Jahr wurde er ohne Widerstand wiedergewählt.
Er gewann 1857 einen Sitz im Senat von Kentucky, von dem er allerdings 1859 zurücktrat, um für den US-Kongress zu kandidieren, wo er von Green Admas besiegt wurde. Garrard wurde dann am 4. August 1861 erneut in den Senat wiedergewählt, lehnte aber ab, da er am 27. Juli 1861 ein Offizierspatent erhielt.

## Militärische Laufbahn

### Mexikanisch-Amerikanischer Krieg
Während des Mexikanisch-Amerikanischen Krieges diente er vom 5. März 1847 bis zum 5. August 1849 als Captain in der Kompanie E der 16. US-Infanterie, allerdings nahm er in dieser Zeit an keinem Kampf teil. Vier Kompanien, einschließlich die von Garrard, waren bei Cerralvo (Mexiko) am Rio Grande stationiert und die restlichen sechs bei Monterrey. Garrard gab an: "Ich denke, die 8 Monate, welche ich hier war, die angenehmsten meines Lebens waren. Die Mexikaner haben uns gern. Wir haben keine Schwierigkeiten mit ihnen. Das Klima war freundlich und alles ging gut."

### Amerikanischer Bürgerkrieg
Bei Ausbruch des Amerikanischen Bürgerkrieges war Garrard damit beschäftigt, ein Infanterieregiment zu errichten. Er rekrutierte persönlich acht Kompanien: zwei aus Clay County, zwei aus Laurel County, zwei aus Knox County und zwei aus Whitley County. Am 22. September 1861 wurde er zum Colonel der 7. Kentucky Infanterie ernannt.
Er kommandierte die 7. Kentucky Infanterie in der Schlacht bei Camp Wildcat während des Cumberland Gap Feldzuges und eine Abteilung in der Schlacht bei Perryville von der 7. und der 32. Kentucky Infanterie sowie der 3. Tennessee Infanterie, die bei der Schlacht bei Richmond entkamen. Garrard blieb bei der 7. Kentucky Infanterie bis Winter 1862, dann wurde er dem Stab von Brigadegeneral Samuel P. Carter zugeteilt.
Am 29. November 1862 wurde Garrard zum Brigadegeneral ernannt und war als solcher dem Generalmajor Benjamin M. Prentiss in Helena (Arkansas) berichtspflichtig. Er kommandierte vom August 1863 bis zum 17. Januar 1864 den District von Somerset, welcher vier andere nahegelegene Städte einschloss. Sein Kommando war durch den Subdistrict von Somerset unterbrochen, den er ebenfalls zwischen dem 6. November 1863 und Dezember 1863 kommandierte. Am 17. Januar 1864 wurde ihm das Kommando über den District von Clinch gegeben, wo ihm eine gemischte Brigade aus Infanterie und Kavallerie unterstand, die bei Cumberland Gap postiert war.
Aus Gründen, die noch unbekannt sind, wurde Garrard am 4. April 1864 mit allen Ehren ausgemustert. Seine Entlassung darf wohl aufgrund des Verlustes seiner Sehkraft auf dem linken Auge zurückzuführen sein, welche Ende März 1863 auftrat.

## Ehrungen
Der Brigadegeneral Theophilus T. Garrard Camp #4, Sons of Union Veterans of the Civil War, ist ihm zu Ehren nach ihm benannt.